# The Plague Within
Albums de Paradise Lost
Tragic Idol
(2012) Medusa
(2017)
The Plague Within est le quatorzième album studio du groupe de gothic doom metal britannique Paradise Lost. L'album sort le 1er juin 2015 en Europe et le 2 juin 2015 en Amérique du Nord via Century Media Records.
Cet album voit le retour de vocaux death, plus employés depuis Shades of God en 1992

## Liste des chansons
| No  | Titre                   | Durée |
| --- | ----------------------- | ----- |
| 1.  | No Hope in Sight        | 4:54  |
| 2.  | Terminal                | 4:28  |
| 3.  | An Eternity of Lies     | 5:58  |
| 4.  | Punishment Through Time | 5:13  |
| 5.  | Beneath Broken Earth    | 6:09  |
| 6.  | Sacrifice the Flame     | 4:42  |
| 7.  | Victim of the Past      | 4:29  |
| 8.  | Flesh from Bone         | 4:19  |
| 9.  | Cry Out                 | 4:31  |
| 10. | Return to the Sun       | 5:44  |

## Crédits

### Paradise Lost
- Nick Holmes – chant
- Greg Mackintosh – lead guitar
- Aaron Aedy – guitare rythmique
- Steve Edmondson – basse
- Adrian Erlandsson – batterie